# Motor Lublin (piłka nożna) w sezonie 1991/1992
Sezon 1991/1992 był dla Motoru Lublin 9. sezonem w ekstraklasie. W trzydziestu czterech rozegranych spotkaniach, Motor zdobył 30 punktów i zajął 15., spadkowe miejsce w tabeli. Trenerami zespołu byli Grzegorz Bakalarczyk oraz Waldemar Wiater, który poprowadził drużynę w trzech ostatnich meczach sezonu.

## I liga
Przygotowania do nowego sezonu piłkarze Motoru rozpoczęli od meczu sparingowego z Turem Milejów (9:1). Następnie ulegli Górnikowi Łęczna 3:5. W dniach 15–21 lipca piłkarze przebywali na zgrupowaniu w Rudniku nad Sanem, gdzie rozegrali trzy mecze sparingowe: ze Stalą Mielec (3:1, bramki Mirosław Banaszek, Zbigniew Grzesiak z karnego i Leszek Pisz), Siarką Tarnobrzeg (2:2 k. 3:4, bramki Leszek Pisz i Piotr Adamczyk) i Lechem Poznań (1:1 k. 4:3, bramka Zbigniew Grzesiak). Pod koniec lipca sfinalizowany został transfer Leszka Pisza z Legii Warszawa. Rundę jesienną Motor zakończył na 9. miejscu z dorobkiem 18 punktów.
Pierwszy sparing w przerwie zimowej Motor rozegrał  8 lutego 1992, remisując z KSZO Ostrowiec Świętokrzyski 2:2  Początek marca 1992 zespół spędził na zgrupowaniu w Rudniku nad Sanem, gdzie rozegrał trzy mecze kontrolne: ze Stalą Mielec (0:1), Siarką Tarnobrzeg (3:0) i Stalą Stalowa Wola. 7 marca 1992 na stadionie przy ul. Kresowej Motor pokonał Widzew Łódź 2:0. Bramki zdobyli Leszek Pisz bezpośrednio z rzutu rożnego oraz Jacek Bąk. Mecz obejrzało 2 tys. widzów. 
Po raz pierwszy w strefie spadkowej Motor znalazł się po 28. kolejce spotkań, w wyniku porażki w Mielcu z tamtejszą Stalą. Po meczu z Hutnikiem Kraków drużynę opuścił pierwszy trener Grzegorz Bakalarczyk. Zastąpił go Waldemar Wiater. Na trzy kolejki przed końcem Motor zajmował 14. miejsce, mając tyle samo punktów lecz lepszy bilans bramek co zajmująca 15., spadkowe miejsce Olimpia Poznań. Do spotkania pomiędzy obydwiema drużynami doszło w 32. kolejce w Poznaniu, a mecz zakończył się bezbramkowym remisem. 
Przed 33. serią spotkań dolna część tabeli wyglądała następująco:
| Poz | Klub               | M  | Pkt | Bz | Bs |
| --- | ------------------ | -- | --- | -- | -- |
| 11. | Stal Mielec        | 32 | 30  | 23 | 25 |
| 12. | Hutnik Kraków      | 32 | 29  | 50 | 42 |
| 13. | Legia Warszawa     | 32 | 29  | 30 | 33 |
| 14. | Motor Lublin       | 32 | 28  | 28 | 35 |
| 15. | Olimpia Poznań     | 32 | 28  | 30 | 38 |
| 16. | Stal Stalowa Wola  | 32 | 26  | 20 | 31 |
| 17. | Zagłębie Sosnowiec | 32 | 24  | 26 | 40 |
| 18. | Igloopol Dębica    | 32 | 11  | 14 | 71 |

13 czerwca 1992 po porażce z Legią 0:3 i zwycięstwie Olimpii Poznań w Łodzi nad ŁKS-em 1:0, by utrzymać się w lidze Motor musiał wygrać w ostatniej kolejce co najmniej dwiema bramkami, a Olimpia przegrać na własnym stadionie z Hutnikiem Kraków. Motor wygrał w Sosnowcu z Zagłębiem 5:2, a Olimpia zremisowała z Hutnikiem 3:3, co zapewniło jej utrzymanie w I lidze.

## Mecze ligowe w sezonie 1991/1992
| Data                 | Przeciwnik         | D/W | Miejsce                         | Wynik M/P | Strzelcy                                                      | Widzów   | Źródło |
| -------------------- | ------------------ | --- | ------------------------------- | --------- | ------------------------------------------------------------- | -------- | ------ |
|                      |                    |     |                                 |           |                                                               |          |        |
| RUNDA JESIENNA       |                    |     |                                 |           |                                                               |          |        |
|                      |                    |     |                                 |           |                                                               |          |        |
| 27 lipca 1991        | Zawisza Bydgoszcz  | W   | Stadion Zawiszy                 | 0:0       |                                                               | 4520     | [ 3 ]  |
| 3 sierpnia 1991      | Ruch Chorzów       | D   | Stadion przy al. Zygmuntowskich | 2:1       | Grzesiak 56', Żuchnik 72'                                     | 4,5 tys. | [ 12 ] |
| 10 sierpnia 1991     | Stal Stalowa Wola  | W   | Stadion Stali                   | 1:0       | Bąk 57'                                                       | 10 tys.  | [ 13 ] |
| 17 sierpnia 1991     | Widzew Łódź        | D   | Stadion przy al. Zygmuntowskich | 1:2       | L. Pisz 4'                                                    | 13 tys.  | [ 14 ] |
| 24 sierpnia 1991     | Wisła Kraków       | W   | Stadion Wisły                   | 0:0       |                                                               | 9 tys.   | [ 15 ] |
| 28 sierpnia 1991     | Zagłębie Lubin     | D   | Stadion przy al. Zygmuntowskich | 2:0       | L. Pisz 15', Zych 38'                                         | 5 tys.   | [ 16 ] |
| 31 sierpnia 1991     | Lech Poznań        | W   | Stadion Lecha                   | 0:1       |                                                               | 8 tys.   | [ 17 ] |
| 7 września 1991      | Górnik Zabrze      | D   | Stadion przy al. Zygmuntowskich | 0:0       |                                                               | 5 tys.   | [ 18 ] |
| 14 września 1991     | Pegrotour Dębica   | W   | Dębica                          | 0:2       |                                                               | 2 tys.   | [ 19 ] |
| 21 września 1991     | Stal Mielec        | D   | Stadion przy al. Zygmuntowskich | 0:1       |                                                               | 2,5 tys. | [ 20 ] |
| 28 września 1991     | GKS Katowice       | W   | Stadion GKS-u                   | 2:2       | L. Pisz 70', Topczewski 75'                                   | 3 tys.   | [ 21 ] |
| 6 października 1991  | Śląsk Wrocław      | W   | Stadion Śląska                  | 3:1       | Prokop 47', Grzesiak 56', L. Pisz 86'                         | 5764     | [ 22 ] |
| 19 października 1991 | ŁKS Łódź           | D   | Stadion przy al. Zygmuntowskich | 2:1       | Grzesiak 43', Michajłow 67'                                   | 2 tys.   | [ 23 ] |
| 26 października 1991 | Hutnik Kraków      | W   | Stadion Hutnika                 | 2:1       | Grzesiak 35', 47'                                             | 2,5 tys. | [ 24 ] |
| 3 listopada 1991     | Olimpia Poznań     | D   | Stadion przy al. Zygmuntowskich | 1:1       | M. Pisz 38'                                                   | 6 tys.   | [ 25 ] |
| 16 listopada 1991    | Legia Warszawa     | W   | Stadion Legii                   | 0:1       |                                                               | 1,5 tys. | [ 26 ] |
| 23 listopada 1991    | Zagłębie Sosnowiec | D   | Stadion przy al. Zygmuntowskich | 1:1       | M. Pisz 63'                                                   | 2 tys.   | [ 4 ]  |
|                      |                    |     |                                 |           |                                                               |          |        |
| RUNDA WIOSENNA       |                    |     |                                 |           |                                                               |          |        |
|                      |                    |     |                                 |           |                                                               |          |        |
| 14 marca 1992        | Zawisza Bydgoszcz  | D   | Stadion przy al. Zygmuntowskich | 0:0       |                                                               | 3 tys.   | [ 27 ] |
| 28 marca 1992        | Ruch Chorzów       | W   | Stadion Ruchu                   | 0:5       |                                                               | 3572     | [ 28 ] |
| 4 kwietnia 1992      | Stal Stalowa Wola  | D   | Stadion przy al. Zygmuntowskich | 0:1       |                                                               | 2,5 tys. | [ 29 ] |
| 11 kwietnia 1992     | Widzew Łódź        | W   | Stadion Widzewa                 | 0:3       |                                                               | 8 tys.   | [ 30 ] |
| 18 kwietnia 1992     | Wisła Kraków       | D   | Stadion przy al. Zygmuntowskich | 3:0       | Banaszek 18', L. Pisz 45', Prokop 63'                         | 2 tys.   | [ 31 ] |
| 25 kwietnia 1992     | Zagłębie Lubin     | W   | Stadion Zagłębia                | 0:2       |                                                               | 2 tys.   | [ 32 ] |
| 29 kwietnia 1992     | Lech Poznań        | D   | Stadion przy al. Zygmuntowskich | 1:1       | Bąk 5'                                                        | 2,5 tys. | [ 33 ] |
| 3 maja 1992          | Górnik Zabrze      | W   | Stadion Górnika                 | 0:0       |                                                               | 4458     | [ 34 ] |
| 9 maja 1992          | Pegrotour Dębica   | D   | Stadion przy al. Zygmuntowskich | 1:1       | Grzesiak 73'                                                  | 2 tys.   | [ 35 ] |
| 13 maja 1992         | GKS Katowice       | D   | Stadion przy al. Zygmuntowskich | 0:2       |                                                               | 2 tys.   | [ 36 ] |
| 16 maja 1992         | Stal Mielec        | W   | Stadion Stali                   | 1:2       | Grzesiak 31'                                                  | 4192     | [ 8 ]  |
| 23 maja 1992         | Śląsk Wrocław      | D   | Stadion przy al. Zygmuntowskich | 3:0       | Banaszek 15', 40', 45'                                        | 1,5 tys. | [ 37 ] |
| 30 maja 1992         | ŁKS Łódź           | W   | Stadion ŁKS-u                   | 0:2       |                                                               | 2 tys.   |        |
| 3 czerwca 1992       | Hutnik Kraków      | D   | Stadion przy al. Zygmuntowskich | 2:2       | Banaszek 8', L. Pisz 84' (k)                                  | 1 tys.   | [ 38 ] |
| 6 czerwca 1992       | Olimpia Poznań     | W   | Stadion Olimpii                 | 0:0       |                                                               | 2,5 tys. | [ 9 ]  |
| 13 czerwca 1992      | Legia Warszawa     | D   | Stadion przy al. Zygmuntowskich | 0:3       |                                                               | 3 tys.   | [ 10 ] |
| 20 czerwca 1992      | Zagłębie Sosnowiec | W   | Stadion Zagłębia                | 5:2       | Banaszek 29', Żuchnik 32', L. Pisz 33', 82', Krupa 46' (sam), | 500      | [ 11 ] |

### Tabela I ligi
| Poz | Klub               | M  | Pkt | Bz | Bs |
| --- | ------------------ | -- | --- | -- | -- |
| 1.  | Lech Poznań        | 34 | 49  | 66 | 38 |
| 2.  | GKS Katowice       | 34 | 44  | 51 | 29 |
| 3.  | Widzew Łódź        | 34 | 43  | 46 | 28 |
| 4.  | Górnik Zabrze      | 34 | 43  | 43 | 26 |
| 5.  | Ruch Chorzów       | 34 | 39  | 43 | 38 |
| 6.  | Śląsk Wrocław      | 34 | 38  | 39 | 33 |
| 7.  | Wisła Kraków       | 34 | 34  | 39 | 35 |
| 8.  | Zawisza Bydgoszcz  | 34 | 34  | 43 | 42 |
| 9.  | Zagłębie Lubin     | 34 | 34  | 30 | 31 |
| 10. | Legia Warszawa     | 34 | 33  | 34 | 33 |
| 11. | ŁKS Łódź           | 34 | 32  | 26 | 29 |
| 12. | Hutnik Kraków      | 34 | 32  | 54 | 46 |
| 13. | Stal Mielec        | 34 | 32  | 27 | 28 |
| 14. | Olimpia Poznań     | 34 | 31  | 34 | 41 |
| 15. | Motor Lublin       | 34 | 30  | 33 | 40 |
| 16. | Stal Stalowa Wola  | 34 | 28  | 23 | 33 |
| 17. | Zagłębie Sosnowiec | 34 | 24  | 28 | 50 |
| 18. | Igloopol Dębica    | 34 | 11  | 14 | 76 |

## Puchar Polski na szczeblu centralnym
| Data            | Runda | Przeciwnik            | D/W | Miejsce   | Wynik M/P | Strzelcy                  | Źródło |
| --------------- | ----- | --------------------- | --- | --------- | --------- | ------------------------- | ------ |
| 4 września 1991 | 1/16  | Jagiellonia Białystok | W   | Białystok | 2:3       | Adamczyk 65', M. Pisz 86' | [ 39 ] |